# Edmond Delsa
Edmond Delsa, né en 1875 à Liège et mort en 1957 dans sa ville natale, est un peintre, graveur et dessinateur belge.

## Biographie
Durant sa jeunesse, sa famille réside à Bruxelles et à Anvers avant de s'installer à Liège à partir de 1886,. Il étudie à l'Académie royale des beaux-arts de Liège de 1887 à 1894, où il suit les cours d'Adrien de Witte,,,,. Il est apprenti-graveur à l'imprimerie d'Auguste Bénard en 1890,.
En 1895, une fois ses études achevées, il travaille comme créateur de formes aux Cristalleries du Val-Saint-Lambert, puis il séjourne à Paris en 1896, où il va travailler comme décorateur et dessinateur pour des journaux (dont Le Rire et Les Étoiles), et étudier à l'atelier Cormon. Il y fréquente aussi l'atelier du peintre Jean-Léon Gérôme,, et il y réalise plusieurs projets d'affiches chez Vermeuil et chez Mathieu.
À partir de 1900, il réalise la majeure partie de sa carrière artistique à Liège même s'il séjourne à nouveau à Paris en 1919 et en Italie en 1937. Durant cette période, il illustre des articles dans le supplément du Journal de Liège. Il expose deux gravures à l'eau-forte, Hiercheuses et La Remonte, lors de l'Exposition internationale des Beaux-Arts qui a lieu durant l'Exposition universelle de Liège de 1905. Il dirige une maison d'Art ancien de 1906 à 1914 et il est également professeur à l'École Normale de Liège à partir de 1911,.
Il fonde La Revue mosane avec Paul Dermée en 1908,,,, dont il a épousé la sœur. Il est l'un des collaborateurs artistiques de la revue, avec Auguste Donnay, et il s'occupe également de son administration. La revue, qui « fut frondeuse à souhait, mais ne poursuivit pas moins, avec sûreté, son enquête sur l'art de son temps » selon Georges Linze, compte des collaborateurs littéraires comme Félix Bodson, Émile Dantinne, Maurice Kunel, Charles Delchevalerie, Albert Mockel, Émile Verhaeren et Léopold Levaux.
Afin de promouvoir la peinture wallonne, il crée le cercle d’art « L’Envol » qui est actif de juillet 1920 à avril 1925 et qui compte comme membres les artistes Camille Bottin, Marcel Caron, Robert Crommelynck, Joseph Delfosse, Marcel de Lincé, Adrien Dupagne, Élysée Fabry, Marcel Goossens, Richard Heintz, Marcel Jaspar, Joseph Koenig, Auguste Mambour, Emmanuel Meuris et Albert Raty,,,,. Edmond Delsa s'occupe des archives et de l'administration de cette association d'artistes, qui n'a ni manifeste ni dogme comme le décrit Maurice Kunel dans Le Journal de Liège en 1920 : « L'Envol n'a ni tendance, ni programme : ce n'est donc pas une nouvelle secte d'artistes et pas plus une école picturale. Et si sous ce titre devait se trouver une dédicace commune à méditer, je serais tenté d'y lire celle-ci : "À chacun sa personnalité". »
Il collabore avec la revue d'art parisienne Le Cousin Pons de 1923 à 1926, et avec Savoir et Beauté, revue d'art et d'enseignement, en octobre 1924, février 1925 et juillet 1925. Il est aussi l'auteur du livre Initiation à l'Œuvre d'Art qui est publié aux éditions Vaillant-Carmanne en 1924,, dont Paul Dermée dira en décembre 1925 : « Voici la première tentative pour mettre à la portée des écoles, des praticiens de l'art et des photographes, les conquêtes les plus certaines de l'Art moderne. M. Edmond Delsa a fort bien réussi ce tour de force d'initier à la construction et à la composition de l'œuvre d'art - disciplines très anciennes mais que sans conteste les écoles dites révolutionnaires des dernières années ont retrouvées, en sautant par dessus le bourbier de la décadence académique. » Enfin, il est cofondateur, avec Armand Rassenfosse, de La Gravure Originale Belge en 1928,.
À partir de 1930, il installe un magasin de tableaux anciens à Bruxelles et collabore à divers travaux de décoration en réalisant des peintures murales. Il participe à la décoration du palais de la ville de Liège aux Expositions universelles de Liège en 1930,, et de Bruxelles en 1935. En 1934, sa toile La Vesdre à Fraipont est achetée par le Musée des Beaux-Arts de Liège. En 1937, il voyage en Italie passant par Milan, Bologne, Florence, Rome, Naples et Pompei. En 1939, il participe à l'Exposition internationale de la technique de l'eau et décore une salle de l'Athénée Léonie de Waha. Durant la Seconde Guerre mondiale, il est nommé à la Commission des Ventes publiques et il est le trésorier du Cercle royal des Beaux-Arts de Liège, en plus de participer à divers inventaires et expertises liés aux dommages de guerre.
Il décède en 1957, alors âgé de 82 ans, à Liège,,,,.

## Œuvre

### Style et techniques artistiques
Il réalise des peintures, des gravures, des illustrations et des affiches,. Sa production se centre surtout dans des genres comme les paysages, les portraits et les figures,, et s'inscrit dans le réalisme comme le décrit Sander Pierron : « Et les mieux venues de ces planches sont précisément celles où, dédaignant tout truchement, il s'est contenté de recourir aux éléments très positifs de son observation habituelle. Delsa n'est pas un inventeur, et ce qu'il comprend et rend le mieux, c'est ce qu'il voit par les yeux de son corps et non pas par les yeux de l'esprit. »
Selon Jules Bosmant, il est le « peintre de la Meuse en amont de Liège et amoureux de Huy la vigneronne ». De son côté, Paul Dermée met en avant ses qualités de composition et en tant que coloriste : « Edmond Delsa, coloriste, épure le site, le rythme (lignes soutenues, rappels plastiques, équilibre) pour une plus grande solidité. Rien n'est laissé au hasard. L'œuvre, construite, ne participe pourtant pas de la décoration. Elle est au contraire, très naturelle, très ethnique [sic]. Les masses s'agencent dans l'atmosphère et les couleurs s'y sondent, adéquates. »
La lumière et la sensation de mouvement sont caractéristiques de ses œuvres (surtout les paysages),,,, comme le décrit Sander Pierron : « Son art a quelque chose de fougueux et de fruste qui l'apparente aux maîtres septentrionaux, dont le rapproche aussi une tendance au fantastique, qui lui fait rechercher les effets de lumière artificielle dans le paysage nocturne, citadin ou rural. Il aime les contrastes violents des ombres et des clartés, nettement opposées, qui sculptent les formes à pans très déterminés. [...] D'ailleurs, il s'adresse à ses modèles de prédilection un peu à la façon d'un tribun qui, pour parler à ses auditeurs, recourt à un rude langage fait de contrastes frappants ; son expression est appuyée, mais toute empreinte d'une cordialité franche et sonore. Le burin va, va, les traits suivent un moment la direction des chairs et des étoffes, et soudain ils se dispersent en tous sens, se croisent, se recroisent. Cette technique donne à ses planches réalistes une énergie de relief et de couleur qui n'est pas sans impressionner. »
Il réalise aussi quelques affiches pour l'imprimerie d'Auguste Bénard.

### Catalogue et musées
Des œuvres d'Edmond Delsa sont présentes dans les collections du British Museum, du Musée de la Vie wallonne, du Musée de l'art wallon (La Boverie), du Vleeshuis et dans les collections artistiques de la Province de Liège.
Edmond Delsa a décoré une salle de l'Athénée Léonie de Waha et il illustre, entre autres, la partition de Lèyîz-me plorer : Chanson wallone de Nicolas Defrêcheux et Hippolyte Monpou en 1905, les Lectures enfantines de L.J. Frenay, I. Feron et A. Janssen en 1932, les Aventures de Riquet en Ardennes de Georges Linze et L'Œil de Chat et Des Heures moins bonnes de Paul Mélotte en 1931 et 1932,. En 1923, Sander Pierron cite certaines des gravures (principalement des eaux-fortes) d'Edmond Delsa : forgeron (1903), jeune fille, aveugle, Andromède, Ougrée, express, sapinière, et rue de la bonne fortune.

## Expositions
Il expose au Cercle royal des Beaux-Arts de Liège de 1894 à 1942,, mais aussi en France, en Angleterre et aux États-Unis.
- 1905 : Exposition internationale des Beaux-Arts, du 27 avril au 6 novembre, enceinte de l'Exposition universelle de Liège de 1905, Liège[6].
- 1908 : Delsa Edmond, Wolff José, Würth Xavier, du 5 au 13 avril, Salle de l'Émulation, Liège[2].
- 1920 : Exposition du cercle d'art « L’Envol », novembre, Liège[2].
- 1922 : Delsa Edmond, Meuris Emmanuel, Steven Fernand, Galerie Royale, Bruxelles[2].
- 1925 : Delsa Edmond, Cercle L'Essor, Huy[2] ; Les artistes de la Gravure Originale belge présentent leur 9e exposition, du 29 novembre au 10 décembre, galerie du journal La Meuse, Liège[2].
- 1926 : Delsa Edmond, Galerie Liège-Échos, Liège[2] ; Salon de mai, Palais des Beaux-Arts du Parc de la Boverie, du 15 mai au 15 juin, Liège[2],[24].
- 1927 : Delsa Edmond, Galeries d'art Kodak, Bruxelles[2].
- 1928 : Delsa Edmond, février, Grand Place - Salle des Fêtes, Maaseik[2].
- 1931 : Salon quadriennal de Belgique, du 19 septembre au 19 octobre, Palais des Beaux-Arts, Liège[2].
- 1932 : Salon d'Art wallon contemporain, du 30 avril au 31 mai, Palais des Beaux-Arts, Liège[2].
- 1933 : Le Visage de Liège, du 23 septembre au 23 octobre, Palais des Beaux-Arts, Liège[2].
- 1936 : Salon quadriennal de Belgique, du 16 mai au 15 juin, Palais des Beaux-Arts, Liège[2] ; Delsa Edmond, du 12 au 25 décembre, galerie du journal La Meuse, Liège[2].
- 1939 : Exposition de la gravure liégeoise, Musée des Beaux-Arts, Liège[24].
- 1940 : Salon quadriennal de Belgique, du 21 septembre au 21 octobre, Palais des Beaux-Arts, Liège[2].
- 1945 : Salon quatriennal & Artistes vivants, collections privées, architecture et urbanisme, du 1er au 21 septembre, Musée des Beaux-Arts, Liège[2].
- 1954 : Delsa Edmond, du 12 au 30 septembre, Palace Hôtel, Chaudfontaine[2].
- 1980 : Affiches de l'imprimerie Bénard. Collection du Musée de la Vie wallonne, Liège, du 24 avril au 22 mai 1980, Belgisches Haus, Cologne[14].
- 1992 : Le Cercle royal des Beaux-Arts de Liège 1892-1992, du 18 septembre au 20 avril 1993, Cercle royal des Beaux-Arts, Liège[1].
- 2012 : À la Recherche des Verviétois, du 1er au 30 décembre, Place du Sablon 79, Dison[25].

## Réception critique
« Plus inquiète et diverse est l'œuvre d'Edmond Delsa. Se cherchant dans tous les domaines et ne se satisfaisant jamais, il a gravé des sites urbains et ruraux, des paysages et des nus, des types populaires et des Andromède qui visent au symbole. Il a aussi illustré les poèmes de Nicolas Defrêcheux et les contes de Félix Bodson. Son métier à la fois violent et souple passe avec aisance de l'eau-forte au vernis mou. »,

— Jules Bosmant

« Edmond Delsa, peintre et graveur, fut un des premiers, ici, à étudier les hiercheuses et les métallurgistes. Ses gravures sont âpres, tourmentées, d'une sobriété rare pour leur époque. Elles transposent des attitudes et une mentalité. Le peintre, lui, moins tenté par le folklore, figure parmi ceux qui, difficilement, imposèrent une expression plus cérébrale de l'art. »

— Paul Dermée, en décembre 1925

« [...] E. Delsa, grand travailleur, s’est découvert avec joie, et la joie est fertile. Toute sa vie vient attester pour l’avenir : son honnêteté d’artiste, sa volonté, sa farouche
indépendance, il n'a rien pris à personne, il n’a suivi personne. Ce qui se passe à présent chez lui est donc un phénomène vrai, selon un processus naturel, organique. Il se trouve et va chanter : ses qualités de coloriste, sa foi dans son art, sa capacité de travail et sa jeunesse de cœur feront le reste. »

— Léon Koenig, en février 1940